# Hans-Otto Ramdohr
Hans-Otto Ramdohr (* 13. August 1902 in Hannover; † 3. Februar 1969 in Lübeck) war ein SA-Führer in Schlesien, Leutnant der Abwehr und Ausbilder von Werwolf-Untergrundkämpfern.

## Herkunft und Familie
Hans-Otto Gottfried Ludwig Anton Ramdohr war Sohn des aus Aschersleben stammenden Generalmajors Georg Otto Ramdohr und dessen in Köln geehelichter Gattin, Antonie (Toni) Marie Charlotte Kammerich. Nach 1918 besaß die Familie einen Gutshof, gelegen auf einer Anhöhe bei Ratzeburg, dessen Bewirtschaftung Hans-Ottos Schwester Lotte um 1932 im Alleingang verwaltete. Um 1931 stiftete die Familie historische Münzen an ein dortiges Heimatmuseum, und im Mai 1931 übergab Hans-Otto Ramdohr außerdem noch einige prähistorische bronzene Fundstücke.

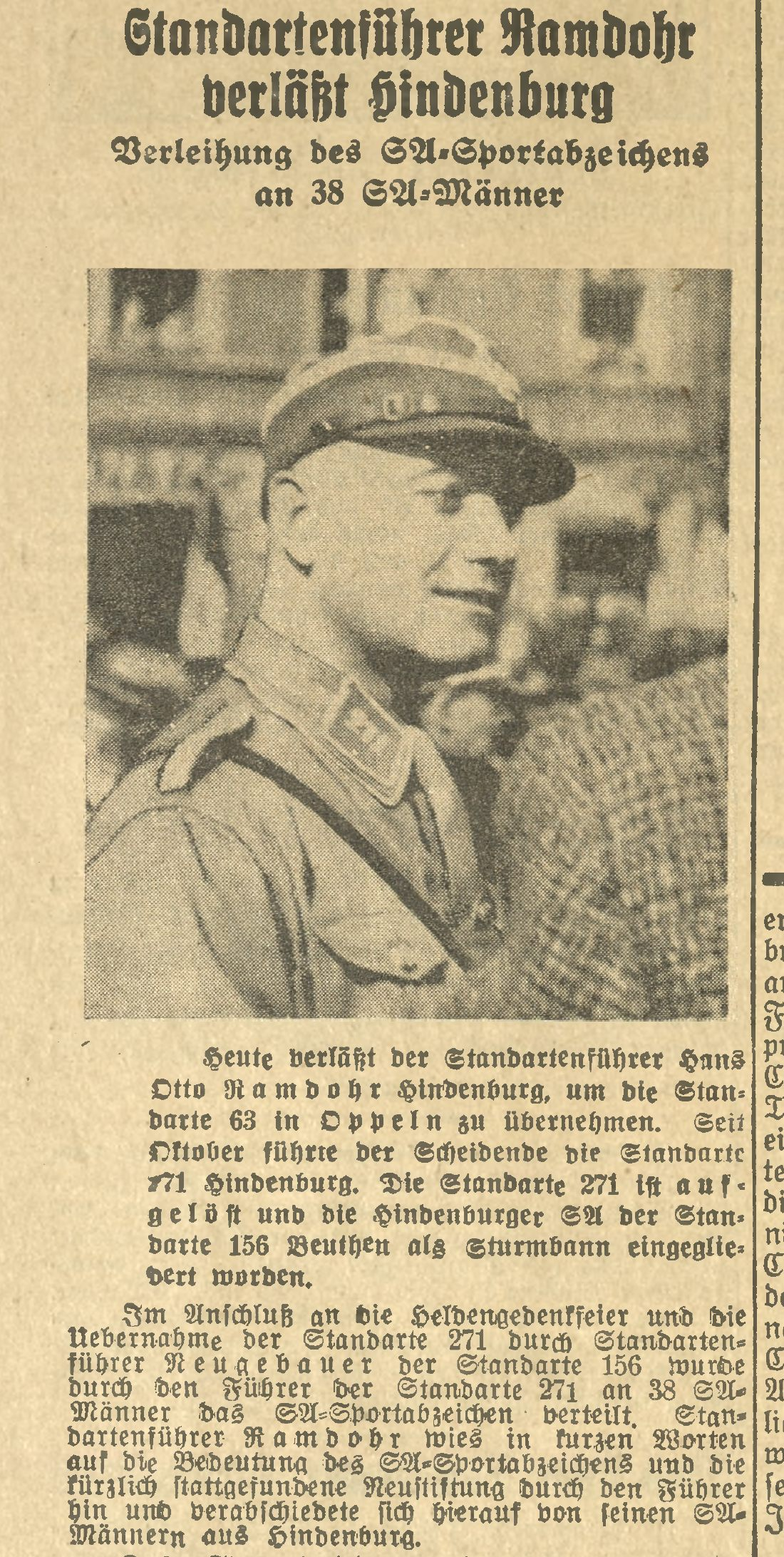
Hans-Otto Ramdohr, Führer der SA-Standarte 271 in Hindenburg, 1935

## Leben

### Vor 1934
Ramdohr besuchte zunächst ein humanistisches Gymnasium, trat ab 1914 in ein Kadettenkorps in Berlin-Lichterfelde ein und machte um 1918 das Abitur. Er soll eine Ausbildung oder ein Studium der Forstwirtschaft absolviert haben und erhielt einen Abschluss als „staatlich geprüfter Landwirt“. Da er von Historikern manchenorts auch als Este bezeichnet wird, ist es nicht unwahrscheinlich, dass er schon 1919 mit dem Freikorps Roßbach im Baltikum war.
1920 gehörte Ramdohr als Fahnenjunker der Arbeitsgemeinschaft Roßbach an. Im August 1920 wurde Ramdohr während eines Treffens auf dem Bahnhof Stettin von Edmund Heines über die von Heines durchgeführte Erschießung eines Angehörigen der Arbeitsgemeinschaft namens Willi Schmidt informiert, der verdächtigt wurde, den Verrat von Waffenverstecken der Arbeitsgemeinschaft an alliierte Überwachungskommissionen oder Kommunisten zu beabsichtigen. Nachdem die Tat Jahre später zur Kenntnis der Behörden gelangt war und Heines und andere Tatbeteiligte in einem vielbeachteten Feme-Prozess wegen Mordes angeklagt wurden, nahm Ramdohr als Zeuge am zweiten Stettiner Fememordprozess vom März 1929 teil.
Nachweislich war er Fahnenjunker-Unteroffizier im Freikorps Roßbach 1921 bei Aufständen in Oberschlesien und soll das Schlesische Bewährungsabzeichen II. Klasse erhalten haben. Juni 1925 bis April 1926 diente er in Eutin als Schütze in der 6. Kompanie des 6. Infanterie-Regiments. Seit 1925 war er zudem SA-Mitglied und in der Folgezeit Führer verschiedener SA-Standarten in Schlesien, wo er zumindest seit 1931 wohnhaft war.

### Aufstieg in der SA
Zum 1. August 1932 trat er der NSDAP bei (Mitgliedsnummer 1.272.214) und war SA-Sturmführer. 1933 war er Obersturmbannführer in der SA-Standarte 38 in Glatz. Im Zuge von Ereignissen des Röhm-Putsches wurde er im Juli 1934 wohl für einige Zeit von der Gestapo in Haft genommen, da er „stark an Exzessen beteiligt“ gewesen sein soll.
Bald konnte er jedoch in der SA weiter aufsteigen, und so war er ab Oktober 1934 Standartenführer (Oberst) der SA-Standarte 271 in Hindenburg und ab März 1935 der SA-Standarte 63 in Oppeln. 1936 trat er aus der evangelischen Kirche aus und wurde in offiziellen Dokumenten als „gottgläubig“ geführt.

### Anschlag in Orzesche 1939
1938 schließlich war er Führer der SA-Standarte 22 in Gleiwitz. Er wohnte dort in der Jahnstraße 9; der ihm unterstellte und mit Kriegsverbrechen in Verbindung gebrachte Sturmführer Karl Rolle (vermutlich † ca. 1945 KZ Buchenwald), ein vorbestrafter Gewalttäter, wohnte in der dortigen Spitzwegstraße 13. Am 12. Februar 1938 nahm Ramdohr im Haus Oberschlesien mit dem Führer der SA-Brigade 17, Richard Aster, an einer Besprechung über eine SA-Siedlung in Eichenkamp teil.
Ab 1939 war er zudem an Aktionen für die Breslauer Dienststelle der Abwehr, Abteilung II (Sabotage und Zersetzung der Wehrkraft im Feindesland), beteiligt und war diesbezüglich (wohl zur Instruktion) im April 1939 in Berlin. Ramdohr leitete eine Sonderformation für verdeckte Diversionsaktionen im polnischen Teil von Oberschlesien, wobei er Weisungen der Kampforganisation „Ebbinghaus“ (eines berüchtigten Freikorps aus bewaffneten Zivilistengruppen, unter Hauptmann Ernst Ebbinghaus) befolgte. Am ersten Kriegstag erlitten die Freischärler der Formation Ebbinghaus im Kampf gegen reguläre polnische Verbände Verluste von 174 Toten und 133 Verwundeten und zogen sich aus direkten Gefechten zurück.
Am 3. September 1939 wurde ein fingierter Anschlag mit Schusswaffen auf den in der Kleinstadt Orzesche im Kreis Pleß stationierten Stab des VIII. Armeekorps durch vermeintlich unbekannte Täter angeordnet, um einen Vorwand für nachfolgende Säuberungen in diesem Gebiet zu konstruieren. Mit einer solchen Aktion sollten nicht die regulären Wehrmachtsangehörigen belastet werden, und man griff daher auf Ramdohrs Einheit zurück.
Im Kampftagebuch der 3. Grenzschutz-Abteilung vom 3. September findet man einen entsprechenden Vermerk: „...Die Sektion Grenzschutz befiehlt der Organisation Ebbinghaus, das Gebiet um Orzesche mit Hilfe von etwa 300 Männern zu säubern. Sie sind mit Autos zum Oberkommando des VIII. Armeekorps zu verbringen, um dort im Kampf eingesetzt zu werden und ihre Flügel gegen die zahlreichen Partisanen zu sichern...“
Ramdohr wurde am 4. September 1939 zusammen mit seinen 300 Freischärlern in die Nähe der Stadt transportiert und führte die geplante Säuberung durch, der etwa 23 Zivilisten zum Opfer fielen.

### Weitere Aktivitäten bis 1945
In der zweiten Septemberhälfte 1939 wurde in der Gleiwitzer Kaserne von Ramdohrs SA-Standarte eine Abwicklungsstelle für Freischärler der am 8. September aufgelösten Sonderformation mit dem Zweck eingerichtet, diesen Dienstzeugnisse auszustellen. Im Februar 1940 hielt Ramdohr als SA-Standartenführer auf einem Volksgemeinschaftsabend (im Eichendorff-Lyceum Gleiwitz) der NSDAP Reden über die Notwendigkeit der vormilitärischen Erziehung und weltanschaulichen Prägung der Bevölkerung.
Einer Einberufung zum Frontdienst vom 3. Mai 1940 entwich Ramdohr mit einer Bewerbung bei der Abwehr, was ihm die Kritik höherer Vorgesetzter der SA-Gruppe Schlesien einbrachte, die ihn aufforderten, wie andere Mitglieder seiner SA-Standarte an der Front zu dienen, und auch seine bisherige Kooperation mit der Abwehr missbilligten. 1942 war Ramdohr als Sabotagespezialist der 17.Armee (Abwehr II bei Ic AOK 17) zugeordnet. Hierzu reichte er dort am 9. Mai 1942 (vor seinem Offizierslehrgang) ein Memorandum mit dem Titel Erfahrungen bei Aufstellung und Einsatz von K- und S-Truppe ein, das er jedoch mit seiner höheren SA-Rangbezeichnung als Standartenführer und nicht mit seinem niedrigeren militärischen Rang bei der Abwehr (Feldwebel) unterzeichnete.
Nachstehend ein Auszug aus dem Erfahrungsbericht von Standartenführer Ramdohr, in dem er eindeutig darauf hinweist, wie für die S (Sabotage) Arbeit ausgebildete Männer unauffällig „beseitigt“ (sprich ermordet) werden sollten.
„Falls Leute ausgeschieden werden müssen, bei Gehorsamsverweigerung oder gar Verrat, diese ohne Aufsehen abtransportieren, als Versetzung in Arbeitslager getarnt, und hierbei beseitigen.“
Die 17. Armee stieß da nach im Sommer 1942 im Rahmen des „Unternehmens Edelweiß“ südlich von Rostow am Don auf den Kaukasus vor. Abwehroffizier im Ic-Stab im Stab des AOK 17 war Oberstleutnant Siegfried Hoefs (gefallen am 16. Juli 1944). Ihm unterstanden die Frontaufklärungsverbände der 17. Armee.
Über eine direkte Beteiligung Ramdohrs an Aktionen bei der Spezialeinheit Brandenburg in den Kriegsjahren sind keine genaueren Belege bekannt, jedoch wurden zahlreiche Kämpfer der ehemaligen Organisation Ebbinghaus über das Baulehrbattalion 800 zbV in die Division Brandenburg überführt, deren Offiziere später in den Frontaufklärungskommandos der Abwehr-Abteilung II Verwendung fanden. Von 1941 bis 1943 war Ramdohr im Rang eines Feldwebels an der Ostfront mit Kommandos über Gruppen russischer Freiwilliger (ehemalige Kriegsgefangene) betraut, die Spezialaufträge (Sabotageakte) hinter den feindlichen Linien verübten.

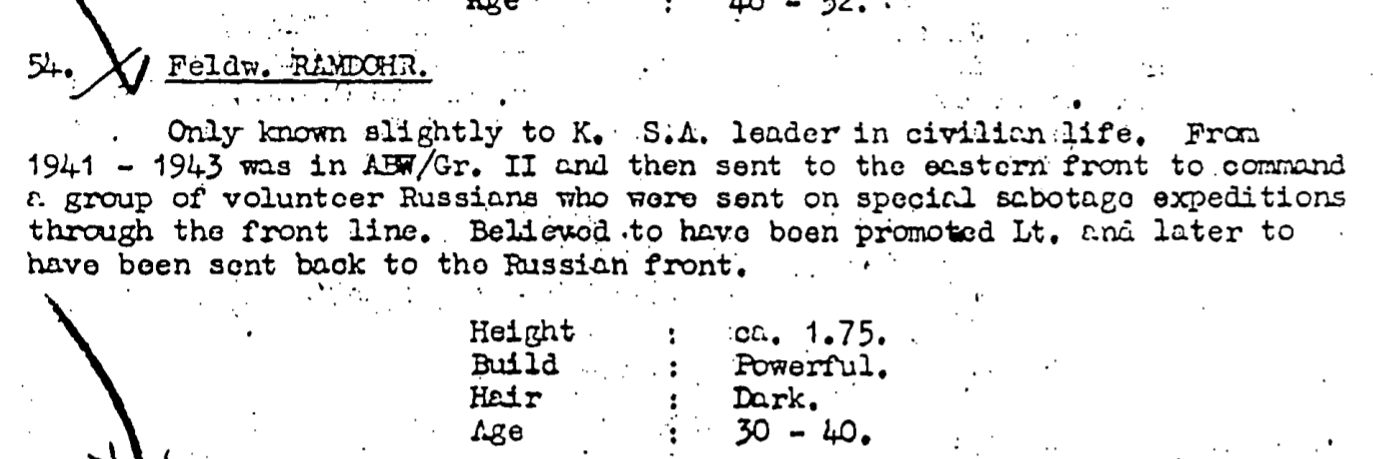
Vermerk zu Ramdohr in einem CIA-Bericht 1945

Ein weiterer Bericht von Ramdohr stammt vom 13. Januar 1943 und wurde während seiner Zugehörigkeit zum Aufklärungskommando 202 gefertigt und trägt den Titel „Erfahrungen und Anregungen für die Aufstellung von K-, S- und I-Einheiten für deren Einsatz im Feindesland“ (K steht für Kampf, S für Sabotage und I für Insurgierung). Das Aufklärungskommando 202 unterstand der 17. Armee und war bis Januar 1943 in Stawropol (Woroschilowsk) am Nordkaukasus unter Oberstleutnant Joseph Weinert stationiert. Hans-Otto Ramdohr ist daher, auch angesichts von Zeitzeugenaussagen gleichrangiger Offiziere um 1944, höchstwahrscheinlich identisch mit jenem Leutnant Ramdohr, der nach manchen Quellen zunächst dem Frontaufklärungskommando 206 zur Ausführung von Sabotageaktionen angehörte. Im von der Roten Armee besetzten Baltikum war dieses an der Unterstützung der anti-sowjetischen Partisanenbewegung durch die Abwehr-Abteilung II und den SS-Jagdverband Ost unter Otto Skorzeny beteiligt gewesen. Ungeachtet seiner höherrangigeren Position in der SA, erfolgte Ramdohrs Rangeinstufung als Leutnant erst nach einem Offizierslehrgang (als „Quereinsteiger“) ungefähr im März 1943, wonach er wieder an die Ostfront geschickt wurde. Am 20. April 1944 wurde Hans-Otto Ramdohr als Ehrengast im Gleiwitzer Schützenhaus zur Feier des 55. Führergeburtstags eingeladen und dabei als „auf Urlaub weilender SA-Standartenführer“ erwähnt, was auf einen vorherigen Einsatz an anderer Stelle (etwa FAK 206 und/oder FAK 212 wohl Ostpreußen oder Lettland) hindeuten könnte.
Nach Unterlagen des KGB war Leutnant Hans Ramdohr tatsächlich von Mai bis September 1944 beim Frontaufklärungskommando 206 in Estland unter Hauptmann Kurt Reinhardt eingesetzt. Für die Arbeit hinter den Linien wurden antisowjetisch eingestellte Esten angeworben. Ab September 1944 gehörte Ramdohr zum Frontaufklärungstrupp (FAT) 212.

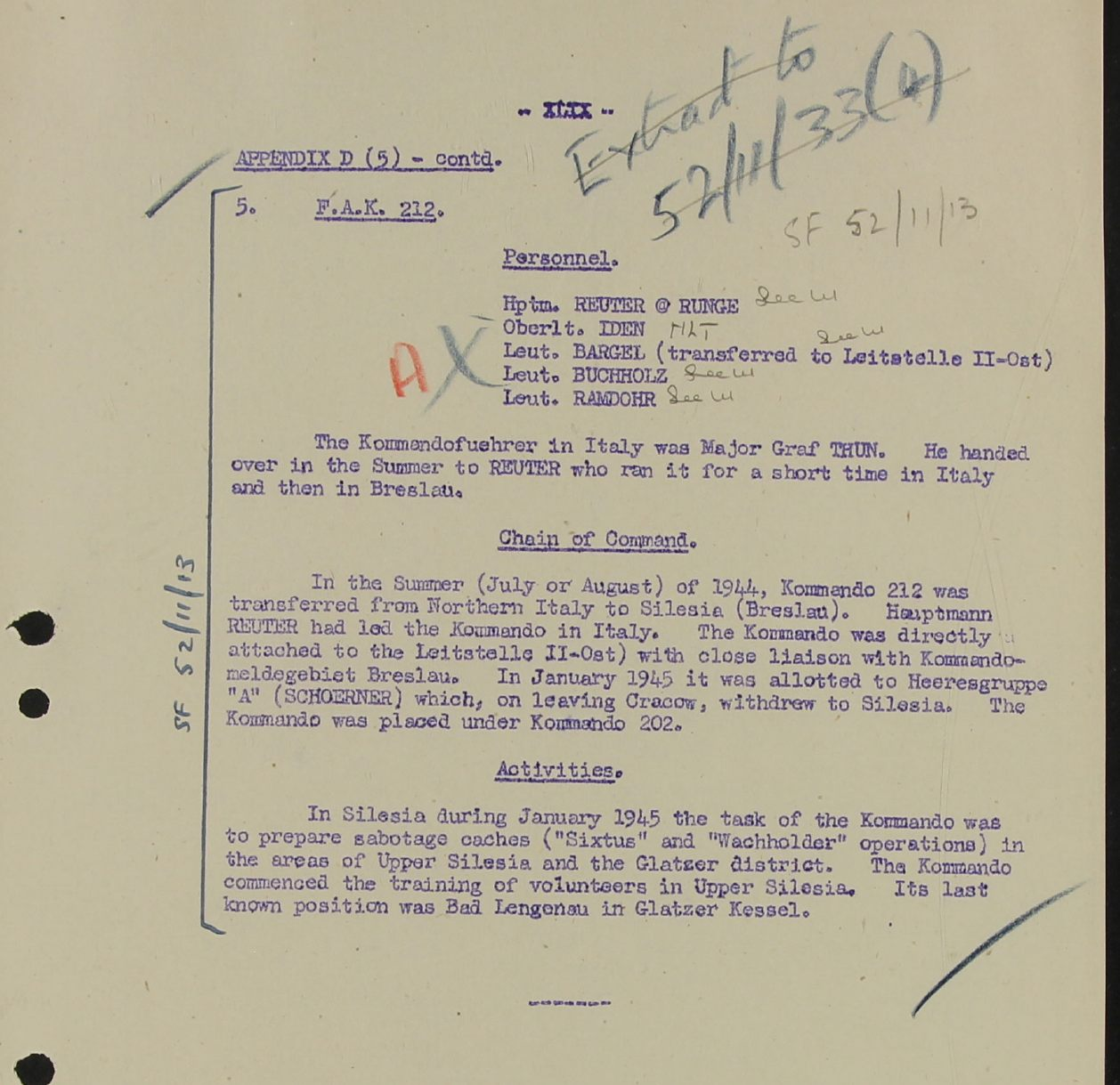
FAK 212 Personal; Protokoll nach Verhören des Security Service, Juli–September 1945

### Ausbildung von Werwolf-Kämpfern
In der Spätphase des Krieges 1944/1945 war Leutnant Ramdohr als Offizier für das Frontaufklärungskommando 212 (FAK 212) mit dem Aufbau von Widerstandnetzwerken in Schlesien beauftragt. Dabei sollten die örtliche Bevölkerung und Mitglieder von NS-Parteiorganisationen zu Werwolf-Untergrundkämpfern trainiert werden (wie Ramdohr es schon in seiner Rede vom Februar 1940 propagiert hatte).
Im Oktober 1944 organisierte Leutnant Ramdohr für das FAK 212 eine Sabotage-Ausbildungsschule auf Schloss Stolz zur Vorbereitung der Operation „Sixtus“. Ramdohrs Offizierskameraden, die Leutnants Lazarek und Weissweiler, befürchteten, „...dass der vormalige Braunhemd-Offizier Ramdohr den Schulungserfolg bei den Rekruten - die großteils aus polnischen Nationalisten bestanden haben sollen - mit seiner Nazi-Ideologie gefährden könnte“.
Leutnant Ramdohr leitete zudem das Ausbildungslager „Anton“, das dem FAK 212 unterstand. Zum Personal des FAK 212 zählten Hauptmann Reuter (alias Runge), ggf. Oberleutnant Iden und die Leutnants Ernst Bargel und Buchholz sowie Leutnant Ramdohr. Ramdohrs Kommandoposten, zugleich die letzte bekannte Position des FAK 212, soll sich im Gasthaus „Erika“ in Bad Langenau, Kreis Habelschwerdt im Glatzer Kessel, befunden haben. In dreitägigen Kursen erlernten Rekruten dort den Umgang mit Waffen. Zudem wurden im Januar 1945 Geheimdepots mit Material im Gebiet um Kattowitz und Gleiwitz für die Operation „Wacholder“ (in Kisten) vergraben.
Im Februar 1945 wurden in dem Gebiet um Habelschwerdt im Wald versteckte Stützpunkte für den baldigen „Überrollungseinsatz“ gegen die Rote Armee hinter der Frontlinie angelegt. Im April 1945 warteten zwei Volkssturm-Bataillone gemäß Anweisung der NSDAP-Kreisleitung unter Ramdohrs Führung zwar den sowjetischen Einmarsch ab, jedoch wurden die Waffen bald bei den örtlichen Bürgermeistern abgegeben, und es scheint nicht zu bedeutenden Sabotageaktionen gekommen zu sein. Nach dem Kriegsende im Mai soll Ramdohr seine Unterkommandeure und ihre Kämpfer noch informiert haben, jegliche Aktivitäten sofort einzustellen. 36 der von Ramdohr in Schlesien als Werwolf-Angehörige ausgebildete Männer wurden von sowjetischen Militärtribunalen nach Kriegsende verhaftet. 18 von ihnen wurden zum Tode verurteilt und hingerichtet.

### Nach 1945
Ramdohr war mit Doris Hermine Julie Bollhöfer, Tochter des Ohlauer Fabrikinspektors Wilhelm Bollhöfer, verheiratet (die Hochzeit fand am 27. Dezember 1934 in Ohlau statt) und beide überlebten den Krieg. Es scheint nicht so, dass Ramdohr nach 1945 wegen irgendwelcher Handlungen ernsthaft seitens der Besatzungsmächte oder der deutschen Justiz belangt wurde. Offenbar war er um 1957 Einwohner von Lübeck. Die letzte Wohnadresse seiner Witwe in Lübeck war in der dortigen Krähenstraße. Er starb am 3. Februar 1969 in einem Lübecker Krankenhaus und wurde auf dem Burgtorfriedhof beigesetzt.

## Orden und Auszeichnungen
1921 erhielt Ramdohr das Schlesische Bewährungsabzeichen II. Klasse. Im November 1939 erhielt er das Eiserne Kreuz zweiter Klasse, 1942 das Eiserne Kreuz erster Klasse, im März 1943 die Ostmedaille sowie die Tapferkeitsauszeichnung für Angehörige der Ostvölker.